# Paracyclops rochai
Paracyclops rochai – gatunek widłonoga z rodziny Cyclopidae. Nazwa naukowa tego gatunku skorupiaków została opublikowana w 1998 roku przez zespół naukowców w składzie: Süphan Karaytuğ, Geoffrey A. Boxhall.